# Los Laureles (Campeche)
Los Laureles es una localidad del estado mexicano de Campeche. Es parte del municipio de Campeche.
La Localidad recientemente le fue otorgado el título de Junta Municipal la cual abarca las localidades de: Los Laureles, Quetzal Edzná, San Luciano, San Miguel Allende, Carlos Cano Cruz, La Unión y La Libertad.

## Historia
La localidad de Los Laureles fue fundada el 27 de mayo de 1990 por un grupo de guatemaltecos refugiados de la guerra civil de su país, los cuales previamente habían habitado la vecina localidad de Quetzal Edzná. El terreno sobre el cual se estableció la población de Los Laureles fue comprado con dinero donado por el Alto Comisionado de las Naciones Unidas para los Refugiados (ACNUR).

## Demografía
| Censo | Población |
| ----- | --------- |
| 2000  | 1 976     |
| 2010  | 2 251     |
| 2020  | 2 669     |